# Fantine Lesaffre
Pour les articles homonymes, voir Lesaffre.
Fantine Lesaffre, née le 10 novembre 1994 à Roubaix, est une nageuse française.

## Biographie
Fantine Lesaffre, native de Roubaix, évolue au début de sa carrière dans le club de sa ville natale, le Roubaix Natation. En 2012, elle rejoint ensuite le Mulhouse Olympic Natation. Elle réalise en 2014 une campagne publicitaire pour son équipementier, Arena,. En septembre 2016, elle est licenciée au Montpellier Méditerranée Métropole UC Natation.
Lors des Championnats de France 2016 qui servent de qualification pour les Jeux olympiques de Rio de Janeiro, Lesaffre remporte l'argent du 200 mètres dos, du 200 mètres quatre nages et du 400 mètres quatre nages ainsi que le bronze du 400 mètres nage libre. Elle ne réussit cependant pas les temps nécessaires à une qualification directe pour ces Jeux. Elle est repêchée la semaine suivante pour disputer une épreuve individuelle en raison de sa performance au 400 mètres quatre nages.
Le 3 août 2018, elle remporte le 400 mètres quatre nages aux Championnats d'Europe de natation 2018 à Glasgow en 4 min 34 s 17. Elle bat son propre record de France établi quelques heures plus tôt en séries.
Après deux années au Stade de Vanves, elle rejoint en septembre 2020 le Cercle des nageurs d'Antibes. Une décision qui s'inscrit dans l'objectif de Fantine Lesaffre de réussir une grande performance aux JO 2024 à Paris : « Je suis fière de rejoindre un club aussi prestigieux, qui a amené de nombreux nageurs sur les podiums des plus grandes compétitions internationales. J'espère perpétuer cette tradition de belle réussite au plus haut niveau ».
Lors des Jeux olympiques de Tokyo, elle est éliminée lors des séries du 200 mètres quatre nages et du 400 mètres quatre nages.
En dehors des bassins, Lesaffre est gendarme ayant le grade de maréchale des logis.
Après son échec aux JO de Tokyo, Fantine Lesaffre annonce en novembre 2021 sa volonté de relancer sa carrière en s'exilant aux États-Unis. Après une période d'essai de deux semaines, elle démarre l'entraînement en Caroline du Nord à partir du mois de janvier 2022.
En mars 2023, elle explique avoir été durant deux ans en burn-out et avoir brutalement arrêté la natation au milieu des championnats de France en avril 2022. Après cinq mois d'arrêt, elle reprend l'entraînement avec Nicolas Castel à Toulouse avec l'objectif d'une médaille olympique en 2024.
Le 25 octobre 2023, alors qu'elle est membre du club de Toulouse, Fantine Lesaffre annonce la fin de sa carrière sportive, expliquant ne plus vouloir subir les contraintes qu'implique la pratique de la natation à haut niveau.

## Famille
Elle est la nièce du nageur Bruno Lesaffre,.

## Palmarès

### Jeux olympiques
| Épreuve / Édition       | Rio 2016                     | Tokyo 2020                   |
| 200 mètres quatre nages | 30e des séries 2 min 15 s 71 | 21e des séries 2 min 14 s 20 |
| 400 mètres quatre nages | 23e des séries 4 min 44 s 47 | 13e des séries 4 min 41 s 98 |

### Championnats du monde
- Championnats du monde en petit bassin 2018 à Hangzhou (Chine) :
  -  Médaille de bronze du 400 mètres quatre nages.

### Championnats d'Europe
- Championnats d'Europe en petit bassin 2017 à Copenhague (Danemark) :
  -  Médaille de bronze du 400 mètres quatre nages.
- Championnats d'Europe 2018 à Glasgow (Royaume-Uni) :
  -  médaille d'or du 400 m quatre nages.

### Championnats de France
- Championnats de France en petit bassin 2012 à Angers :
  -  Médaille d'or du 400 mètres quatre nages.
  -  Médaille d'argent du 200 mètres quatre nages.

- Championnats de France 2013 à Rennes :
  -  Médaille d'or du 400 mètres quatre nages.

- Championnats de France en petit bassin 2013 à Dijon :
  -  Médaille d'argent du 400 mètres quatre nages.
  -  Médaille de bronze du 200 mètres quatre nages.

- Championnats de France 2014 à Chartres :
  -  Médaille d'argent du 200 mètres dos.

- Championnats de France en petit bassin 2014 à Montpellier :
  -  Médaille de bronze du 400 mètres quatre nages.

- Championnats de France 2015 à Limoges :
  -  Médaille d'argent du 400 mètres quatre nages.
  -  Médaille de bronze du 200 mètres dos.
  -  Médaille de bronze du 200 mètres quatre nages.

- Championnats de France en petit bassin 2015 à Angers :
  -  Médaille d'argent du 200 mètres quatre nages.

- Championnats de France 2016 à Montpellier :
  -  Médaille d'argent du 200 mètres dos.
  -  Médaille d'argent du 200 mètres quatre nages.
  -  Médaille d'argent du 400 mètres quatre nages.
  -  Médaille de bronze du 400 mètres nage libre.

- Championnats de France en petit bassin 2016 à Angers :
  -  Médaille d'or du 400 mètres quatre nages.
  -  Médaille d'argent du 200 mètres quatre nages.

- Championnats de France 2017 à Schiltigheim :
  -  Médaille d'or du 200 mètres quatre nages.
  -  Médaille d'or du 400 mètres quatre nages.
  -  Médaille d'argent du 800 mètres nage libre.
  -  Médaille de bronze du 400 mètres nage libre.

- Championnats de France en petit bassin 2017 à Montpellier :
  -  Médaille d'or du 800 mètres nage libre.
  -  Médaille d'or du 200 mètres quatre nages.
  -  Médaille d'or du 400 mètres quatre nages.
  -  Médaille d'argent du 400 mètres nage libre.
  -  Médaille d'argent du 200 mètres dos.
  -  Médaille d'argent du 200 mètres brasse.

- Championnats de France 2018 à Saint-Raphaël :
  -  Médaille d'or du 400 mètres nage libre.
  -  Médaille d'or du 800 mètres nage libre.
  -  Médaille d'or du 200 mètres brasse.
  -  Médaille d'or du 200 mètres quatre nages.
  -  Médaille d'or du 400 mètres quatre nages.

- Championnats de France en petit bassin 2018 à Montpellier :
  -  Médaille d'or du 800 mètres nage libre.
  -  Médaille d'or du 200 mètres quatre nages.
  -  Médaille d'or du 400 mètres quatre nages.
  -  Médaille de bronze du 200 mètres brasse.

- Championnats de France 2019 à Rennes :
  -  Médaille d'or du 200 mètres quatre nages.
  -  Médaille d'or du 400 mètres quatre nages.
  -  Médaille de bronze du 200 mètres brasse.

- Championnats de France 2020 à Saint-Raphaël :
  -  Médaille d'or du 400 mètres nage libre.
  -  Médaille d'or du 200 mètres quatre nages.
  -  Médaille d'or du 400 mètres quatre nages.
  -  Médaille de bronze du 200 mètres dos.

- Championnats de France 2021 à Chartres :
  -  Médaille d'or du 400 mètres nage libre.
  -  Médaille d'or du 200 mètres dos.
  -  Médaille d'or du 200 mètres brasse.
  -  Médaille d'or du 400 mètres quatre nages.
  -  Médaille d'argent du 200 mètres quatre nages.

- Championnats de France 2023 à Rennes :
  -  Médaille d'or du 400 mètres quatre nages.
  -  Médaille d'argent du 200 mètres quatre nages.
  -  Médaille de bronze du 200 mètres brasse.

### Jeux mondiaux militaires
- Jeux mondiaux militaires d'été de 2019 à Wuhan :
  -  Médaille d'or du 200 mètres quatre nages[15].
  -  Médaille d'or du 400 mètres quatre nages[16].